# Port de Freudenau
Le port de Freudenau ou port d'hiver est un port de commerce situé sur le Danube dans la ville de Vienne.
Il se situe sur la rive droite du Danube au kilomètre 1920,1, dans le 2e arrondissement de Leopoldstadt.

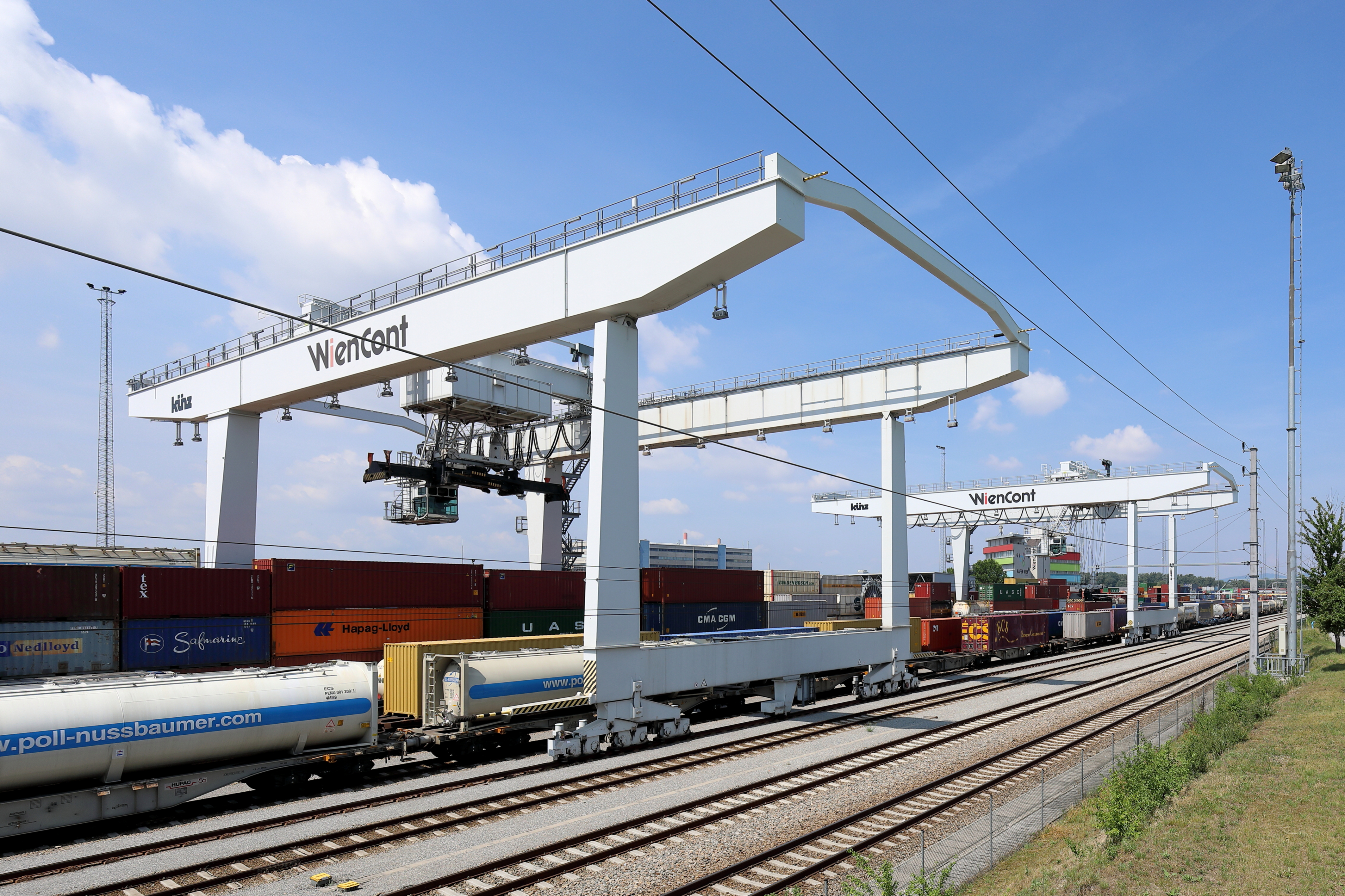
Transbordement de conténaires.